# Isla de Koh Kong
Isla de Koh Kong es una isla en el país asiático de Camboya, que se encuentra cerca de la ciudad de Koh Kong, y es parte de la provincia de Koh Kong al oeste de Camboya.
Koh Kong o Koh Kong Kroah en la lengua local, es la isla más grande de Camboya ubicada a 22 kilómetros al sur de la ciudad de Koh Kong. Posee 22 kilómetros de largo y 6 km de ancho y tiene una sola aldea, la localidad pesquera llamada Alatang, en la esquina sureste de la isla. El lado oeste cuenta con seis playas tropicales, la mayoría con sus propias lagunas de agua dulce natural que llega a los ríos desde las cumbres de altas montañas.